# Revolte in der Unterwelt
Revolte in der Unterwelt (Originaltitel: The Outfit) ist ein US-amerikanischer Spielfilm des Neo-Noir von John Flynn aus dem Jahr 1973, der auch das Drehbuch nach einer Vorlage von Donald E. Westlake verfasste.

## Handlung
Der Kleinkriminelle Earl Macklin entdeckt nach seiner Entlassung aus dem Gefängnis, dass sein Bruder von zwei Killern der Mafia getötet wurde. Macklin war nicht bewusst gewesen, dass die Bank, die sein Bruder ausgeraubt hatte, einem Mafia-Syndikat gehörte. Nachdem auch Macklin beinahe getötet wurde, sucht er den Mafioso Jake Menner und fordert von diesem Wiedergutmachung für den Tod seines Bruders.

## Kritiken
„Ein kleiner Gangster rächt nach seiner Entlassung aus dem Gefängnis den Mord an seinem Bruder und bringt die Bosse des Syndikats zur Strecke. Überdurchschnittlicher, geradlinig inszenierter Gangsterfilm.“

„Regisseur und Drehbuchautor John Flynn gelang ein packender, gradlinig erzählter Unterwelt-Gangsterfilm mit einem beeindruckenden Robert Duvall in der Hauptrolle.“